# شارلوته غريس أوبراين
شارلوته غريس أوبراين (بالإنجليزية: Charlotte Grace O'Brien)‏ هي كاتِبة وعالمة نبات وشاعرة أيرلندية، ولدت في 1845، وتوفيت في 1909.